# Digby Fairweather
Digby Fairweather (Rochford, 25 april 1946) is een Britse jazzmuzikant (zang, trompet, kornet) en schrijver.

## Biografie
Fairweather begon zijn carrière als professioneel jazzmuzikant in 1977, nadat hij eerder zeven jaar had gespeeld met verschillende plaatselijke bands in Essex. Zijn eerste album ontstond in 1975. Bovendien werkte hij als boekhandelaar en hield hij zich bezig met jazz-bibliografieën en –archieven. In 1977 was hij medeoprichter van Keith Nichols Midnite Follies Orchestra, nam een reeks soloalbums op en speelde in het kwartet Velvet met de gitaristen Denny Wright en Ike Isaacs en de bassist Len Skeat.
In 1979 werd hij samen met de pianist Stan Baker co-directeur van de non-profit-organisatie 'Jazz Colleges' en was hij lid van de formatie Pizza Express All Stars. In 1982 had Fairweather een eigen kwartet en speelde hij in de band Kettners Five met de bassist Tiny Winters. Digby's spel werd sterk beïnvloed door Nat Gonella en Louis Armstrong. Zijn band Digby's Half Dozen was enkele jaren begeleidingsband van de zanger George Melly. Bovendien begeleidde hij de voormalige Manfred Mann-leadzanger Paul Jones bij een reeks blues- en jazzoptredens. Naast zijn werkzaamheid als kornettist en orkestleider vervolgde Fairweather een tweede carrière als gerespecteerd radio- en boekauteur in jazzgeschiedenis, zoals het boek Jazz - The Rough Guide, samen met Ian Carr en Brian Priestley, waarin Fairweather vooral de jazzmuzikanten van de traditionele jazz en de swing verantwoord beschreef.
In 1985 speelde hij in een sextet, dat werd geleid door Brian Priestley en schreef het boek How to Play Trumpet. In die tijd verscheen hij regelmatig in BBC-programma's met Humphrey Lyttelton in de show Best of Jazz. In 1987 richtte Fairweather de Association of British Jazz Musicians en het National Jazz Archive op. In hetzelfde jaar werd hij leider van de Jazz Superkings. Fairweather bracht veel jazzmuzikanten in de British Musicians' Union (1990). Tijdens begin jaren 1990 trad hij op in de radioprogramma's van London Jazz FM, zoals Jazz Parade en Jazznotes. In 1994 begon hij te werken met de Great British Jazz Band en vervolgde hij zijn soloprojecten. In 2008 werkte hij in Digby's Place, dat was ondergebracht in het Railway Hotel, Clifftown Road, Southend on Sea, Essex. Als opvolger van de overleden Humphrey Lyttelton is hij de patroon van het Birmingham International Jazz Festival.

## Onderscheidingen
De BBC Jazz Society onderscheidde hem als muzikant van het jaar 1979. Tijdens het Cork Jazz Festival in 1993 kreeg hij de Benno Haussman Award. Met zijn Half Dozen, waartoe Craig Milverton behoorde, won hij in 2005 en 2006 de British Jazz Award.

## Discografie
- 1970, 1982: Songs for Sandy (Hep Records) met Tony Coe, Brian Lemon
- 1979-1984: A Portrait of Digby Fairweather (Black Lion Records)
- 1993: Jubilee (Candid Records) met The Great British Jazz Band
- 1994: Squeezin' the Blues Away (FMR Records)
- 2003: Things Ain't That What they used to Be (Robinwood Records)

## Publicaties
- 2002: Digby Fairweather: Notes from a Jazz Life. Northway Books, London, ISBN 978-0-9537040-1-9 (autobiografie).
- 2005: Ron Brown, Digby Fairweather: Nat Gonella. A Life in Jazz. Northway Books, London, ISBN 978-0-9537040-7-1.
- 2004: Ian Carr, Digby Fairweather & Brian Priestley: Jazz. De ultieme gids voor jazz. 1800 bands en artiesten van het begin tot vandaag (The Rough Guide to Jazz). 2nd Edition. Metzler, Stuttgart 2004, ISBN 3-476-01584-X.